# Georg Cassander

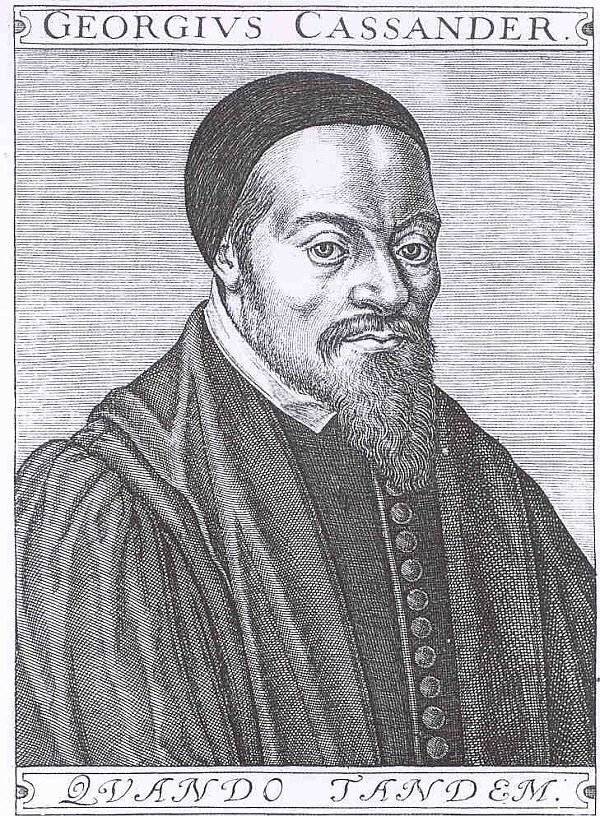
Georg Cassander

Der Humanist Georg Cassander, auch: Joris van Cadzand (* 15. August 1513 in Pittem (West-Flandern); † 3. Februar 1566 in Köln), nahm im Zeitalter von Reformation und beginnender Konfessionalisierung als Vertreter einer altkatholischen Irenik, als früher Liturgiewissenschaftler, Hymnologe, Patristiker und Kirchenhistoriker in pazifizierender Absicht Stellung zu den Religionskonflikten seiner Zeit. Aus der frühen Kirchengeschichte bezog er historische Argumente zu aktuellen Konflikten, insbesondere um die rechte Form des Abendmahls (Laienkelch), um Zölibat versus Priesterehe, im Taufdisput um Kindertaufe versus Erwachsenentaufe sowie in Konflikten um die Berechtigung von Bibelübersetzungen in die Volkssprachen.

## Leben
Cassander studierte in Löwen und war Lehrer der freien Künste in Brügge und Gent. In Brügge lernte er den gelehrten und wohlhabenden Brügger Stiftsherren Cornelius Wouters (ca. 1500–1577) kennen, mit dem er weite Reisen unternahm. Nach einer Italienreise, die ihn unter anderem nach Rom führte, ließ er sich 1544 in Köln und 1546 in Heidelberg in der Theologischen Fakultät immatrikulieren und lebte ab 1549 in Köln, wo er auch lehrte.
Cassander und Wouters entdeckten vermutlich um 1554 in der Bibliothek der Abtei Werden eine Abschrift der Gotenbibel des Bischofs Wulfila, die die vier Evangelien in gotischer und angelsächsischer Übersetzung enthält. Die Übersetzung fand zwischen 370 und 380 statt, die überlieferte Abschrift wurde in Ravenna 500 bis 520 angefertigt.
Ab den 1550er Jahren übernahm Cassander Beratungsaufgaben für mehrere Reichsfürsten, darunter für Wilhelm den Reichen, Herzog von Jülich-Kleve-Berg in Düsseldorf. Wilhelm der Reiche betrieb in seinem Herzogtum in den Zeiten der Religionskämpfe und -verfolgungen eine Politik der Religionstoleranz. In diesem Zusammenhang versuchte Cassander in zahlreichen Schriften, die Gegensätze zwischen Katholiken und Protestanten zu überbrücken – alte Fehler sollten beseitigt, statt als Grund zur Trennung aufgegriffen werden. Seine Hauptwerke, die er in den letzten Lebensjahren veröffentlichte, wurden von beiden Religionslagern kritisiert. Ein prominenter Widersacher seiner Lehre war der Löwener Theologe Johann Hessels.
Cassander (und Wouters) gehörten zu einer Gruppe von Gelehrten aus den katholischen spanischen Niederlanden, die sich nach 1552 in der klevischen Stadt Duisburg einfanden, um ab 1559 in einem dort auf Betreiben des Stadtrates und des Herzogs Wilhelm gegründeten Gymnasium zu unterrichten. Der bekannteste Gelehrte war der berühmte Kartograph Gerhard Mercator, andere Johann Otho und Johannes Molanus. Cassander besaß zu dieser Zeit (1558) ein Haus in Duisburg. Der Einrichtung des Gymnasiums sollte die Gründung einer Universität in Duisburg folgen, dazu kam es aber zunächst nicht. Vermutlich deshalb ging Cassander nach Köln zurück, wo er dann 1566 starb und seine letzte Ruhestätte im Familiengrab der Kölner Bürgermeisterfamilie Sudermann in der Kölner Minoritenkirche fand. 
„Im Auftrag des Herzogs von Kleve und von Kaiser Ferdinand dazu aufgefordert, verfasste er 1564 ein Gutachten über eine mögliche Vereinigung von Katholiken und Protestanten, in dem er für die Zulassung des Laienkelchs und der Priesterehe eintrat. Zu diesem Zeitpunkt war die Entwicklung aber schon über solche Ideen hinweggegangen. (...) Auf dem Plan des Johannes Corputius hatte er sich noch mit einigen elegischen Versen verewigt.“
Die Wirkungsgeschichte der cassandrischen Irenik reicht von den Pariser „libertins“ um Jean Hotman, Jacques-Auguste de Thou, Jean de Cordes und Hugo Grotius, welche die Pariser Werkausgabe Cassanders von 1616 erarbeiteten, über niederländische Remonstranten um Grotius, Petrus Bertius und Daniel Heinsius, die englischen Bürgerkriege des 17. Jahrhunderts, den Helmstädter Späthumanismus (Hermann Conring, Georg Calixt, Johannes Latermann) bis zum radikalen Pietismus eines Gottfried Arnold und zur europäischen Aufklärung. Die wissenschaftliche Edition seiner Schriften hat gerade erst begonnen: 2016 legte Rob van de Schoor erstmals eine der kirchenpolitischen Hauptschriften Cassanders in historisch-kritischer Edition vor, die Schrift De officio pii ac publicae tranquillitatis vere amantis viri, in hoc Religionis dissidio von 1561, Cassanders Beitrag zum französischen Religionsgespräch (Kolloquium) von Poissy.

## Werke
Das Verzeichnis der im deutschen Sprachbereich erschienenen Drucke des 16. Jahrhunderts listet 51 Einträge zu Cassander, darunter:
- HYMNI ECCLESIASTICI, PRAESERTIM QVI AMBROSIANI DICVNTVR, MVLtis in locis recogniti, et multorum Hymnorum acceßione locupletati. Cum Scholijs, oportunis in locis adiectis, et Hymnorum Indicè. Köln 1556
- DE SACRA COMMVNIONE CHRISTIANI POPVLI IN VTRAque panis & vini specie. Sítne eius restitutio Catholicis hominibus optanda, etiamsi iure diuino non simpliciter necessaria habeatur. Consultatio cuiusdam paci Ecclesiae optimè consultum cupientis. Köln 1564
- GEORGII CASSANDRI DE ARTICVLIS RELIGIONIS INTER CATHOLICOS ET PROTESTANTES CONTROVERSIS CONSVLTATIO, AD ... IMPERATORES AVGVSTOS FERDINANDVM I. ET MAXIMILIANVM II. Köln 1577